# Alessandro Di Monale
Alessandro Di Monale (Saluzzo, 9 giugno 1815 – Saluzzo, 5 gennaio 1882) è stato un magistrato e politico italiano.